# 秋本尚美
秋本尚美（1960年1月4日—），日本漫畫家。

## 經歷
1979年獲得白泉社雅典娜新人大賞第3名，然後以〈絹のブラウス〉在雜誌《LaLa》出道。2009年作品《暖暖貓&呆萌兄的爆笑日和》改編的電影上映。除了本身發想的作品外，也曾執筆電影《咕咕也是貓》的映畫版漫畫。